# Mannlicher-Schönauer
Il Mannlicher-Schönauer (in greco Όπλον Μάνλιχερ-Σενάουερ) era un fucile austro-ungarico a otturatore girevole-scorrevole e serbatoio rotatorio, realizzato dalla Steyr Mannlicher per l'esercito greco nel 1903 e in seguito impiegato in piccoli numeri dall'esercito austro-ungarico. Nel dopo guerra trovò diffusione per uso civile come arma da caccia e da tiro a segno.

## Storia

### Sviluppo
Alla fine del XIX secolo, i modelli standard Mannlicher d'ordinanza nel k.u.k. Armee erano basati su un sistema a serbatoio fisso ed otturatore scorrevole, progettato per le obsolete cartucce di grosso calibro a polvere nera. In seguito all'introduzione delle munizioni a polvere infume sul francese Lebel Modèle 1886, la Steyr sviluppò nuovi progetti su base Mannlicher, camerati per le più efficaci nuove munizioni di piccolo calibro. Questi modelli vennero offerti sia all'esercito austro-ungarico che sul mercato militare estero e su quello civile.
Il fucile Mannlicher–Schönauer era uno di questi nuovi progetti. L'azione del fucile era progettata da Ferdinand Mannlicher ed il serbatoio rotatorio dal suo allievo Otto Schönauer della Österreichische Waffenfabriksgesellschaft (ora Steyr Mannlicher). Curiosamente, mentre il più famoso Steyr-Mannlicher M1895 aveva l'otturatore scorrevole, il Mannlicher–Schönauer era basato su un otturatore girevole-scorrevole, similmente al concorrente modello Mauser. In effetti, ad una superficiale occhiata, esso può essere confuso con l'analogo tedesco: può essere identificato dalla parte posteriore della culatta, più lunga ed aperta per consentire l'arretramento dell'otturatore. La caratteristica innovativa del progetto era invece l'originale serbatoio rotativo Schönauer.
Il progetto originale, presentato all'Esposizione universale di Parigi del 1900 come M1900, consentiva lo sviluppo sia di varianti militari che di versioni sportive, secondo le richieste di mercato. Mentre piccole aziende armiere sportive, come la William Evans di Londra, acquistarono l'azione del M1900, solo l'Esercito greco espresse interesse nel progetto per l'impiego militare. In effetti, le specifiche elleniche potevano aver dettato alcune delle caratteristiche dell'arma. I greci richiedevano due versioni principali, un fucile lungo 1230 mm per la fanteria ed una carabina da 950 mm per la cavalleria e l'artiglieria. Entrambi i modelli così sviluppati vennero denominati M1903. Il peso si aggirava su 3,75 kg, la capacità del serbatoio era di 5 colpi, che potevano essere caricati tramite stripper clip. La cartuccia 6,5 × 54 mm MS aveva i tratti di una munizione da caccia; pur avendo una pallottola con punta arrotondata, era balisticamente efficiente, precisa a distanze moderate. Il magazzino rotatorio contribuiva ad un'alimentazione regolare e ad un'alta cadenza di tiro senza inceppamenti. Il fucile venne realizzato secondo alti standard manifatturieri e con tolleranze strettissime, che ne elevavano il costo ma anche l'affidabilità e la durata. Il rinculo leggero, le mire metalliche familiari - simili a quelle del Mannlicher M1895, graduate fino a 2000 m - e la semplice manutenzione valsero alla carabina M1903 diffuse lodi negli ambienti militari.

### Impiego operativo
La versione militare del Mannlicher–Schönauer non fu un successo commerciale, nel senso che non attirò molti contratti di export. Il disegno ed il calibro inusuali, l'alta qualità e l'alto costo ed il fatto che nessuna potenza maggiore lo avesse adottato contribuirono a questo parziale fallimento. I clienti Mannlicher esteri optarono invece per versioni dell'ordinanza austro-ungarica, Steyr-Mannlicher M1895, o per più semplici fucili a otturatore girevole-scorrevole come il Mannlicher M1893 e il Mannlicher M1895 olandese. Il Mannlicher–Schönauer M1903 soddisfaceva tuttavia pienamente le specifiche dell'esercito greco, cosicché un primo grande contratto venne stipulato con il governo ellenico nel 1903. Questo ordine faceva parte di un più ampio programma di modernizzazione; fino ad allora infatti i greci avevano usato l'obsoleto Gras Mle 1874 monocolpo a polvere nera. La maggior parte dei Gras greci era stata prodotta su licenza dalla Steyr e ciò potrebbe in parte spiegare il rapporto preferenziale con i prodotti Mannlicher.
Il Mannlicher–Schönauer fu la principale arma portatile delle forze armate greche negli anni più turbolenti della sua storia moderna. La Grecia si trovò infatti in stato di guerra ininterrottamente dal 1904 al 1922 e di nuovo dal 1940 al 1948. La successione di contratti e versioni appare quantomai confusa: sembra che i greci ordinarono negli anni quattro lotti principali. Il Y1903 ("Y" sta per "modello" in greco) originale, prodotto a Steyr, fu consegnato tra il 1906 ed il 1907 in un totale di circa 130.000 pezzi tra fucili e carabine. Fu l'arma simbolo delle vittoriose guerre balcaniche del 1912-1913.
I greci erano soddisfatti delle prestazioni dell'arma, che venne acquistata dalla Steyr in un ulteriore lotto di 50.000 pezzi nel 1914, nella versione designata M1903/14, che presentava modifiche minori, tra le quali l'aggiunta di un copricanna completo. Questi fucili furono usati per la prima volta nella Grande Guerra; quando questa scoppiò, la Grecia rimase neutrale e gli austriaci interruppero le consegne dell'arma.
A seguito della guerra greco-turca (1919-1922), i greci necessitavano urgentemente di armi efficienti e cercarono di procurarsi Mannlicher–Schönauer da ogni possibile fonte per rimpiazzare le perdite in battaglia (oltre il 50% dei fucili era stato catturato dai turchi). A partire dal 1927 la Grecia ricevette circa 105.000 fucili Y1903/14/27 prodotti dall'italiana Breda. Questa fabbrica italiana avrebbe potuto disporre di componenti e macchinari consegnati dall'Austria come riparazioni di guerra o, più semplicemente, avrebbe fatto da tramite con la Steyr, in modo da aggirare le limitazioni imposte dai trattati di pace all'industria armiera austriaca. Questa versione fu estesamente usata dall'esercito greco durante la seconda guerra mondiale contro italiani e tedeschi, mentre molti esemplari passarono nelle mani della resistenza greca e quindi ai combattenti della successiva guerra civile greca. L'ultimo contratto ufficiale risale al 1930, quando furono consegnate 25.000 carabine Y1903/14/30, questa volta direttamente dalla Steyr.
Nonostante le buone prestazioni, solo il governo greco scelse il Mannlicher–Schönauer. I militari portoghesi erano favorevoli alla sua acquisizione, che però venne ritenuta troppo costosa; venne così acquisito il Mauser-Vergueiro, un fucile di produzione locale che abbinava un otturatore basato su quello del Mannlicher–Schönauer con un'azione ripresa dal Mauser Gewehr 98. Occasionalmente altri paesi fecero un limitato uso dell'arma austriaca; allo scoppio della prima guerra mondiale, un significativo numero di Mannlicher–Schönauer in produzione per la Grecia in conseguenza del contratto del 1914 venne sequestrato ed usato dall'esercito austro-ungarico, attanagliato dalla carenza di armi. Dopo la dissoluzione dell'Impero austro-ungarico, queste armi passarono come riparazioni di guerra al destinatario originale, l'esercito ellenico. Piccole quantità di preda bellica infine trovarono impiego occasionale nelle forze nemiche della Grecia, equipaggiando principalmente le unità di riserva.

## Il fucile Philippidis e il modello Rigopoulos e Il fucile lelakis
L'arma venne scelta al posto del fucile Philippidis ('Οπλον Φιλιππίδου) di progettazione locale, esso stesso basato su un precedente modello della stessa Steyr, dopo un'intensa attività di boicottaggio del progetto greco nel 1905. Questo causò una seria crisi politica, con l'accusa di "tradimento nazionale" pronunciata nel Parlamento ellenico. Un ordine per il Philippidis venne ufficialmente autorizzato nel 1925, ma in realtà la Breda realizzò il Mannlicher–Schönauer, sembra per un ritardo nella consegna dei progetti greci all'azienda italiana e/o per motivi di costo.
Il fucile Rigopoulos era una versione migliorata del Mannlicher–Schönauer, sviluppato dal sottotenente Rigas Rigopoulos durante la seconda guerra mondiale, nella primavera del 1941. Il progetto incorporava sia componenti modificate che parti totalmente riprogettate, che consentivano un notevole incremento del rateo di fuoco. Benché i militari ne autorizzassero la produzione presso Volos, questo modello migliorato non vide mai la produzione di massa a causa dell'invasione tedesca del paese.
Il terzo miglioramento è il fucile Lelakis M1923 progettato dal colonnello dell'artiglieria greca Lelakis Vassilios in collaborazione con il produttore italiano ARMERIA Eredi Gnutti nel 1923, dove il design dell'arma era basato sui fucili Gras e Mannlicher.